# Эскуде, Хайме
Хайме Эскуде Торренте (исп. Jaime Escudé Torrente; кат. Jaume Escudé i Torrente; род. 14 апреля 1962, Тарраса, Каталония) — испанский хоккеист на траве, полевой игрок. Участник летних Олимпийских игр 1988 года.

## Биография
Хайме Эскуде родился 14 апреля 1962 года в испанском городе Тарраса.
Играл в хоккей на траве за «Атлетик» из Таррасы.
В 1986 году в составе сборной Испании участвовал в чемпионате мира в Лондоне, где испанцы заняли 5-е место. Забил 5 мячей.
В 1988 году вошёл в состав сборной Испании по хоккею на траве на летних Олимпийских играх в Сеуле, занявшей 9-е место. Играл в поле, провёл 6 матчей, забил 1 мяч в ворота сборной Канады.

## Семья
Младший брат — Игнасио Эскуде (род. 1964), испанский хоккеист на траве. Участник летних Олимпийских игр 1984, 1988 и 1992 годов.
Младший брат — Хавьер Эскуде (род. 1966), испанский хоккеист на траве. Серебряный призёр летних Олимпийских игр 1996 года, участник летних Олимпийских игр 1988 и 1992 годов.
Племянник — Санти Фреша (род. 1983), испанский хоккеист на траве. Серебряный призёр летних Олимпийских игр 2008 года, участник летних Олимпийских игр 2004 и 2012 годов.